# コーネル・キャンベル
コーネル・キャンベル（Cornell Campbell、1945年11月23日 - ）は、ジャマイカのレゲエ歌手。ファルセット・ヴォーカルで知られている。
1960年代後半にはスタジオ・ワンで、1970年代にはバニー・リーと活動した。

## 経歴
歌手としてのキャンベルの活動は、12歳の時地元の教会のクワイアとして始まった。14歳の時、トロンボーン奏者のリコ・ロドリゲスに紹介され、クレメント・ドッドのスタジオで初のシングル「マイ・トレジャー」を録音する。ザ・スカタライツがバックを演奏したこれらのシングルは、ジャマイカ産音楽がメントやカリプソからスカへと変貌していった時期の文化財である。
キャンベルはキング・エドワーズでザ・ベル・スターズをバックに録音。デューク・リードのトレジャー・アイルに移る前に「ザ・センセーションズ」を結成する。ザ・センセーションズが解散すると、キャンベルは自身をリーダーとしたグループ、「ザ・エターナルズ」を立ち上げ、代表曲となる「クイーン・オブ・ザ・ミンストレルズ」や「スターズ」を録音する。
1960年代に、彼は短期間ユニークスに所属したことがあるが、グループの録音には参加していない。
1971年、ソロとなり、バニー・リーとともに活動を始める。初期にはラバーズ・ロックを歌ったが、すぐに後にルーツ・ロックと呼ばれたレゲエを歌うようになった。1973年にはソロのデビューアルバムを出したが、キャンベルが有名になるのはジ・アグロベーターズの「フライング・シンバル」サウンドによる「ナッティ・ドレッド・イン・ア・グリニッジ・ファーム」、「ダンス・イン・ア・グリニッジ・ファーム」、「ザ・ゴーゴン」などの曲をリリースした1970年代中盤以降の事である。1970年代は、キャンベルはウィンストン・ホルネスやウィンストン・ライリーらのプロデューサーとレコーディングを行った。
1980年代には、彼はジョー・ギブスと組んで「ボクシング」のヒットを放った。だが、1980年代半ば以降は、新しいレコーディングは行われなくなった。
2005年にモーリス・ボン・オスワルドとマーク・アーネスツのプロデュースによる「キング・イン・マイ・エンパイア」を、ブリアル・ミックス・レーベルからリリースした。

## ディスコグラフィ

### アルバム
- Cornell Campbell (1973)/ Trojan Records
- Natty Dread in a Greenwich Farm (1975) Total Sounds
- Dance in a Greenwich Farm (1975) Grounation
- The Gorgon (1976) Total Sounds/Angen
- Stalowatt (1976) Third World
- Turn Back The Hands of Time (1977) Third World
- Showcase (1978), Big Phil
- Superstar (1979) Micron (reissued as Sweet Baby (1979) Burning Sounds/Abraham)